# Skangselet
Skangselet är en sjö i Lycksele kommun i Lappland och ingår i Öreälvens huvudavrinningsområde. Sjön har en area på 0,2 kvadratkilometer och ligger 209,1 meter över havet. Skangselet ligger i Öreälven Natura 2000-område. Sjön avvattnas av vattendraget Öreälven (Örån).

## Delavrinningsområde
Skangselet ingår i det delavrinningsområde (713109-164871) som SMHI kallar för Utloppet av Skangselet. Medelhöjden är 222 meter över havet och ytan är 1,3 kvadratkilometer. Räknas de 96 avrinningsområdena uppströms in blir den ackumulerade arean 1 510,6 kvadratkilometer. Avrinningsområdets utflöde Öreälven (Örån) mynnar i havet. Avrinningsområdet består mestadels av skog (78 procent). Avrinningsområdet har 0,2 kvadratkilometer vattenytor vilket ger det en sjöprocent på 15 procent.